# Charaxes aesonius
Charaxes aesonius är en fjärilsart som beskrevs av Stoneham 1964. Charaxes aesonius ingår i släktet Charaxes och familjen praktfjärilar. Inga underarter finns listade i Catalogue of Life.